# Donacoscaptes strictalis
Donacoscaptes strictalis là một loài bướm đêm trong họ Crambidae.